# Cape Breton Highlands—Canso
Pour les articles homonymes, voir Cap-Breton (homonymie).
Cape Breton Highlands—Canso fut une circonscription électorale fédérale de Nouvelle-Écosse. La circonscription fut représentée de 1968 à 1997.
La circonscription a été créée en 1966 avec des parcelles d'Antigonish—Guysborough, d'Inverness—Richmond et de Cap-Breton-Nord et Victoria. Abolie en 1996, la circonscription fut redistribuée dans Bras d'Or, Pictou—Antigonish—Guysborough et Sydney—Victoria.

## Géographie
En 1966, la circonscription de Cape Breton Highlands—Canso comprenait:
- Les comtés de Antigonish et d'Inverness
- Une partie des comtés de Guysborough, Victoria et Richmond

En 1987, la circonscription comprenait:
- Le comté d'Antigonish
- Une partie des comtés d'Inverness, Victoria, Richmond et Guysborough

## Députés
1. 1968-1984 — Allan J. MacEachen, PLC
2. 1984-1988 — Lawrence O'Neil, PC
3. 1988-1997 — Francis Leblanc, PLC

- PC = Parti progressiste-conservateur
- PLC = Parti libéral du Canada